# Цветко Попович
Цвèтко Пòпович (на сръбски: Цветко Поповић) е босненски сърбин, революционер и деен участник в покушението срещу австро-унгарския престолонаследник Франц Фердинанд, което става формален повод за започване на Първата световна война.

## Биография
Роден е през 1896 г. в Босна и Херцеговина. На 18 години е студент в Сараево, когато влиза в кръга на младежите от сръбсконационалистическата организация „Млада Босна“, която действа като фактическо подразделение на тайната сръбска военна организация „Черната ръка“. Когато до „Черната ръка“ достигат сведения за предстоящото посещение на австрийския ерцхерцог Франц Фердинанд в Сараево за наблюдение на военни маневри, военните набързо съставят план за неговото покушение, като организират доставката на оръжия и други необходими материали до Босна и Херцеговина. Изпълнението е възложено на „Млада Босна“, а като оперативен ръководител е определен 23-годишният журналист Данило Илич. Илич въвлича Цветко Попович и неговия приятел Васо Чубрилович като преки участници в заговора за убийство.

### Сараевски атентат
На 28 юни 1914 г. Франц Фердинанд посещава Сараево, за да открие новия музей. Кортежът от шест коли тръгва бавно и тържествено от гарата по централните улици, където е приветстван от насъбралите се посрещачи. Сред посрещачите са разположени седмината определени за преки участници в атентата. Всеки от тях има инструкция при първа възможност да използва повереното му оръжие и след това да погълне капсула с цианкалий, за да не попадне в ръцете на полицията и да не се застраши цялата организация. Близо до полицейското управление третият по ред в редицата, Неделко Чабринович, хвърля граната по колите, но не успява да улучи взривът засяга следващия след ерцхерцога автомобил. Сред пътниците и сред посрещачите има пострадали. Колите ускоряват ход, хората се впускат на всички страни и в настъпилата суматоха останалите атентатори губят всички шансове да действие. Няколко часа по-късно ерцхерцогът и съпругата му са убити от упор от друг член на „Млада Босна“ – Гаврило Принцип.

### Присъда
Атентатът се оказва успешен, но полицията бързо влиза в дирите на младежкото формирование и арестува повечето му членове, включително Цветко Попович, Данило Илич, братята Чубрилович и останалите съидейници. На провелия се през октомври същата година процес почти всички са обявени за виновни. Петима от тях са осъдени на обесване, като двама впоследствие са помилвани от самия император Франц Йосиф. Останалите, поради ненавършено пълнолетие според австроунгарските закони (навършени 21 години) или поради по-малката роля в подготовката на атентата са осъдени на дълги години тъмничен затвор. Деветима са оправдани, а един успява да избяга. Младежката организация е разформирована и обявена извън закона. Цветко Попович е осъден на 13 години строг тъмничен затвор в крепостта Терезиенщат, а приятелят му Васо Чубрилович – на 16. След края на Първата световна война и разпадането на Австро-Унгарската империя Попович и другите осъдени са освободени през ноември 1918 г.

### След войната
След войната става професор по философия и куратор в етнографския отдел на Сараевския музей.
Когато през 1964 г. в Сараево се отбелязва 50-ата годишнина от атентата, той посещава лекция, посветена на събитието и неговите последствия, но не взема участия в другите мероприятия, свързани с годишнината. Цитиран е да казва, че ако е могъл да знае, че постъпквата му ще доведе до започването на световна война, никога не би взел участие в убийството.
При отбелязването на 55-ата годишнина от атентата през 1964 г. Попович, по това време 73-годишен, дава интервю, припомняйки си подготовката около атентата.
Умира в Сараево на 9 юни 1980 г. на 84 годшна възраст. От всички участници в атентата го преживява само младежкият му приятел Васо Чубрилович, който умира в Белград на 93-годишна възраст през 1990 г.
|  | Тази страница частично или изцяло представлява превод на страницата Cvjetko Popović в Уикипедия на английски. Оригиналният текст, както и този превод, са защитени от Лиценза „Криейтив Комънс – Признание – Споделяне на споделеното“, а за съдържание, създадено преди юни 2009 година – от Лиценза за свободна документация на ГНУ. Прегледайте историята на редакциите на оригиналната страница, както и на преводната страница, за да видите списъка на съавторите. ВАЖНО: Този шаблон се отнася единствено до авторските права върху съдържанието на статията. Добавянето му не отменя изискването да се посочват конкретни източници на твърденията, които да бъдат благонадеждни. |